# عرب (بدرانلو)
عرب (بالفارسية: عرب) هي قرية تقع في إيران في قسم بدرانلو الريفي. يقدر عدد سكانها بـ 121 نسمة بحسب إحصاء 2016.